# 美國醫務總監
美國醫務總監（英語：Surgeon General of the United States）是美國公共衛生服務軍官團的行動首腦，美國聯邦政府公共衛生事務的首席發言人。醫務總監辦公室（Office of the Surgeon General）直屬於衛生部助理部長辦公室。
美國醫務總監由美國總統參照參議院意見並得該院同意而委任，任期四年，軍銜為海軍中將。

## 外部連結
- Official website of the U.S. Surgeon General
  - Previous Surgeons General
- Reports of the Surgeon General from the National Library of Medicine's "Profiles in Science"